# Bentley (Hampshire)
Bentley – wieś w Anglii, w hrabstwie Hampshire, w dystrykcie East Hampshire. Leży 39 km na wschód od miasta Winchester i 63 km na południowy zachód od Londynu. W 2001 miejscowość liczyła 1019 mieszkańców.